# A Hill to Die Upon
A Hill to Die Upon es una banda estadounidense de metal extremo formada en 2004 en Monmouth/Galesburg, Illinois.

## Biografía

### 2004-actualidad
La banda comenzó siendo un proyecto en 2004 que no tenía una formación fija por el que pasaron muchas personas diferentes. La banda tocaba un estilo cercano al unblack metal y al Death Metal, daba conciertos locales y llegó a tocar en el Cornerstone Festival . Tras varios años de cambios de formación constantes los hermanos Adam y Michael Cook se establecieron como miembros fijos y con la ayuda de Daniel Ravn Fufjord (Antestor, Frosthardr) y de Elisha Mullins definieron su estilo y comenzaron a grabar su primer álbum, Infinite Titanic Immortal. 
Por fin, el álbum fue lanzado el 21 de julio de 2009.
La acogida del álbum fue excelente y la banda ha tocado desde entonces en diversos conciertos y festivales.
En junio de 2011, Sacan su Segundo Álbum de Estudio, Omens, del cual, realizan Grabación del Video " Adept in Divinity" filmado por Origin Media, y Distribuido por Bombworks Records. 
El 22 de abril de 2014, Su tercer trabajo discográfico, Holy Despair, el cual; Cuenta con un Cover de la canción "O Death", hecha popular por Ralph Stanley, con la participación de la Artista Timbre, en el Arpa y Beckie Frey en los coros de “A Jester Arrayed in Burning Gold ".

## Estilo
A Hill to Die Upon toca un estilo que mezcla el Metal Extremo Melódico con el Melodic Death Metal y recibe influencias del Black metal. Las letras del grupo abarcan temas diversos como batallas, literatura y mitología. Todos los miembros del grupo son cristianos.

## Discografía
- Infinite Titanic Immortal (2009)
- Omens (2011)
- Manden Med Leen (2013)
- Holy Despair (2014)

## Miembros
- Adam Cook - Guitarrista, vocalista.
- Michael Cook - Batería.
- Nolan Osmond – Guitarrista.